# Station Vrå
Station Vrå is een station in Vrå in de Deense gemeente Hjørring. Vrå ligt aan de lijn Aalborg - Frederikshavn. De treindienst wordt uitgevoerd door DSB.
Het stationsgebouw dateert uit 1871 en is ontworpen door N.P.C. Holsøe.